# Eric De Vlaeminck
Eric De Vlaeminck (Eeklo, 23 de març de 1945- Eeklo, 4 de desembre de 2015) va ser un ciclista belga, que fou professional entre 1966 i 1980. Era el germà del també ciclista Roger de Vlaeminck.
Especialista en ciclocròs, fou set vegades campió del món de l'especialitat (1966, 1968, 1969, 1970, 1971, 1972 i 1973). També guanyà quatre vegades el campionat de Bèlgica de ciclocròs (1967, 1969, 1971, 1972). En ruta també aconseguí èxits notables, com ara una etapa al Tour de França de 1968 o la Volta a Bèlgica de 1969.

## Palmarès
- 1966
  -  Campió del món de ciclocròs
- 1967
  - Campió de Bèlgica de ciclocròs
- 1968
  -  Campió del món de ciclocròs
  - 1r al GP du Tournaisis
  - 1r al GP Union Dortmund
  - Vencedor d'una etapa al Tour de França
- 1969
  -  Campió del món de ciclocròs
  - Campió de Bèlgica de ciclocròs
  - 1r a la Volta a Bèlgica i vencedor d'una etapa
  - 1r al Circuit de les Ardenes flamenques - Ichtegem
  - 1r al Campionat de Flandes
  - Vencedor d'una etapa al Midi Libre
- 1970
  -  Campió del món de ciclocròs
  - 1r a la París-Luxemburg
  - 1r al Tour de Flandes occidental
  - 1r al Gran Premi del cantó d'Argòvia
- 1971
  -  Campió del món de ciclocròs
  - Campió de Bèlgica de ciclocròs
  - Vencedor d'una etapa de la Volta a Luxemburg
- 1972
  -  Campió del món de ciclocròs
  - Campió de Bèlgica de ciclocròs
- 1973
  -  Campió del món de ciclocròs
- 1975
  - Campió d'Hainaut de ciclocròs
- 1977
  - Vencedor d'una etapa del Tour d'Indre-et-Loire

### Resultats al Tour de França
- 1968. 51è de la classificació general. Vencedor d'una etapa
- 1970. Abandona (7a etapa a)
- 1971. 62è de la classificació general

### Resultats a la Volta a Espanya
- 1968. Abandona